# Камау (провинция)
Кама́у (вьет. Cà Mau, тьы-ном 歌毛) — самая южная провинция Вьетнама. Административный центр — город Камау.

## География
С запада омывается Сиамским заливом, с юго-востока — Южно-Китайским морем. Мыс Камау — самая южная точка Вьетнама. Нулевой километр дорог отсчитывается от деревни Соммуй. До постройки дороги связь с деревней была только по 120-километровому водному каналу.
Город Камау (Cà Mau) находится в 1319 км от Ханоя и в 244 км от Хошимина.

### Климат
Климат субэкваториальный муссонный.

## Административное деление
Провинция Камау подразделяется на:
- город провинциального подчинения Камау
- 8 уездов[7]:
  - Дамзой (Đầm Dơi)
  - Нгокхьен (Ngọc Hiển)
  - Кайныок (Cái Nước)
  - Чанвантхой (Trần Văn Thời)
  - Уминь (U Minh)
  - Тхойбинь (Thới Bình)
  - Намкан (Năm Căn)
  - Футан (Phú Tân)

## Экономика
Основа экономики — производство морепродуктов, в основном креветок и пангасиуса).
Провинция Камау является крупным экспортёром креветок.

## Достопримечательности
Мангровые леса покрывают большую часть провинции. Есть три заповедника и один национальный парк на мысе Камау.